# Volksbot
Volksbot wird ein Baukastensystem für modular aufgebaute, mobile Roboter genannt, das vom Fraunhofer-Institut für Intelligente Analyse- und Informationssysteme entwickelt wurde.
Das System wird in der Hochschul- oder Berufsausbildung verwendet sowie für das industrielle Rapid Prototyping.

## Varianten
Die Plattformvarianten RT3, RT4 und RT6 (RT für "Rough Terrain") sind mit je 3, 4 bzw. 6 Rädern ausgestattet, hinzu kommt der VolksBot Indoor mit 2 aktiven und 2 passiven Rädern sowie der VolksBot XT (XT für "Extreme Terrain") mit ebenfalls 6 Rädern, aber im Unterschied zum RT6 mit geringerer Nutzlast und flexibel montierten Radaufhängungen. Diese erlauben dem Modell, auch Treppenstufen zu überwinden.
Mit dem VolksBot Rescue wurde 2010 ein Roboter mit Kettenantrieb für den Einsatz in unwegsamem Gelände bei Rettungseinsätzen für das EU-Forschungsprojekt NIFTi entwickelt. Mit dem VolksBot Drone kam 2012 ebenfalls für NIFTi eine Luftkomponente hinzu.